# Championnats panaméricains de cyclisme de 1978
Navigation
Championnats panaméricains 1976 Championnats panaméricains 1980
Les Championnats panaméricains de cyclisme sont les championnats continentaux de cyclisme sur route et sur piste pour les pays membres de la Confédération panaméricaine de cyclisme.
La troisième édition se déroule au printemps 1978 en République dominicaine.
Les compétitions sur piste ont pour théâtre le vélodrome du complexe sportif "Juan Pablo Duarte" de Saint-Domingue.
En l'absence de délégations américaine et canadienne, les épreuves, exclusivement masculines, voient la troisième victoire de la sélection colombienne en autant de championnats.

## Podiums

### Cyclisme sur piste
| Épreuves               | Or                                                               | Argent                                                                          | Bronze                                                                    |
| ---------------------- | ---------------------------------------------------------------- | ------------------------------------------------------------------------------- | ------------------------------------------------------------------------- |
| Kilomètre              | Antonio Madera                                                   | Jairo Meneses                                                                   | David Weller                                                              |
| Vitesse                | Jairo Meneses                                                    | Xavier Miranda (en)                                                             | Ian Atherly                                                               |
| Poursuite individuelle | Balbino Jaramillo (es)                                           | Fernando Vera (es)                                                              | Juan Rivera                                                               |
| Poursuite par équipes  | Cuba Reynaldo Cabrera Antonio Madera Juan Rivera Gustavo Vázquéz | Colombie Óscar Gálvez José Dario Hernández Mauricio Mosquera Jaime Galeano (es) | Mexique Gregorio Gámez Rubén Camacho (en) Rosendo Ramos Ernesto Hernández |
| Course aux points      | Jaime Galeano (es)                                               | Víctor Hugo González (de)                                                       | Sergio Aliste                                                             |

### Cyclisme sur route
| Épreuves                     | Or                                                                           | Argent                                                                   | Bronze                                                   |
| ---------------------------- | ---------------------------------------------------------------------------- | ------------------------------------------------------------------------ | -------------------------------------------------------- |
| Contre-la-montre par équipes | Mexique Rosendo Ramos José Lara Bernardo Colex (de) José Luis Castañeda (en) | Colombie Antonio Londoño José Dario Hernández Hernán Donneys Juan Pachón | Cuba Eugenio Ferrer Miguel Pino Jorge León Aníbal Torres |
| Course en ligne              | Rodolfo Vitela (en)                                                          | Gonzalo Marín (es)                                                       | Rosendo Ramos                                            |

## Présentation des championnats
À la veille de ces troisièmes championnats panaméricains, la sélection colombienne, vainqueure des deux premières éditions, est la grande favorite de la compétition. Vice-championne en 1976, la délégation mexicaine est considérée comme la rivale des Cafeteros. Une des autres rares délégations au complet pour les compétitions sur piste et sur route, présentes en République dominicaine, Cuba constitue une inconnue car elle se déplace en République dominicaine avec une nouvelle génération de compétiteurs (qui succède aux Carlos Cardet, Aldo Arencibia ou Raúl Vázquez (de)).
Au plan individuel, le Colombien Balbino Jaramillo (es), que ses compatriotes voient comme le successeur de Martín Emilio Rodríguez, est l'attraction des championnats. Médaillé d'or à San Cristóbal en poursuite individuelle, il était un atout pour les Latino-américains aux Jeux olympiques de 1976. Mais une blessure l'obligea à déclarer forfait pour Montréal. Les spécialistes lui voient peu de rivaux sur piste et encore moins en poursuite, lui qui remporta également une médaille d'or dans cette discipline aux Jeux panaméricains de Mexico.
Pour les épreuves sur route, le 100 km contre-la-montre par équipes et la course en ligne, les favoris sont aussi colombiens, emmenés par Álvaro Pachón, lauréat d'une douzaine de compétitions internationales comme le Tour du Táchira. Gonzalo Marín (es) et Hernán Donneys (d) , médaillés de bronze de la course en ligne aux championnats panaméricains, respectivement en 1974 et 1976, sont d'autres grandes figures pour les épreuves de fond.
Bien que privés de Francisco Javier Huerta (en), les Mexicains amènent à Saint-Domingue une équipe expérimentée avec des hommes comme Rubén Camacho (en), Rosendo Ramos ou Ernesto Hernández, vainqueurs du tournoi de poursuite par équipes à San Cristóbal. Ramos ayant également remporté en 1976 la course en ligne sur le fil devant Luis Carlos Manrique (en) et Hernán Donneys. José Luis Castañeda (en), vainqueur des 100 km contre-la-montre par équipes à Cali, est sélectionné pour intégrer le quartette national.
En ce qui concerne les épreuves sur piste, les Trinidadiens Leslie Rawlins et Ian Atherly, aux deux premières places de l'épreuve "reine" de la vitesse deux ans auparavant, sont considérés comme les hommes à battre cette compétition-ci. Pour l'épreuve du kilomètre, le Chilien Richard Tormen (en), médaillé d'argent en  1976, recueille les suffrages en l'absence du vainqueur d'il y a deux ans, l'Uruguayen Miguel Margalef (de), non inclus dans la délégation de son pays, après être sorti épuisé du Tour d'Uruguay. Un autre Chilien, Fernando Vera (es), vainqueur à Cali en poursuite individuelle, est présenté comme le principal rival de Balbino Jaramillo.
Les Argentins qui se couvrirent d'or lors des premiers championnats avec Octavio Dazzan ne sont présents sur piste qu'avec un seul représentant, Pedro Caíno (es), même s'il possède de sérieuses références. Les Vénézuéliens viennent participer seulement aux épreuves sur route mais l'absence de coureurs comme Víctor Suárez (es), Nicolás Reidtler (es), Santos Bermúdez (es) ou Fernando Fontes (es) semble amoindrir leurs chances de bien figurer. En dehors des grandes nations latino-américaines (les Américains et les Canadiens n'étant pas présents), ces troisièmes championnats peuvent être l'occasion de découvrir de nouveaux talents provenant du Brésil, du Guyana, de Jamaïque, de Porto Rico ou du pays amphitryon, la République dominicaine.

## Déroulement des championnats

### 15 avril: première journée de compétition
La première journée des championnats a lieu le samedi 15 avril. Cuba, la Colombie et la Jamaïque obtiennent les premières médailles des troisièmes championnats panaméricains. Journée inaugurale caractérisée par sa longueur, des problèmes de chronométrage et la contre-performance du favori pour le titre du kilomètre, le Chilien Richard Tormen (en).
Dans cette épreuve, la médaille d'or revient au Cubain Antonio Madera, qui effectue l'effort solitaire en 1 min 10 s 33. il devance Jairo Meneses de cinquante-huit centièmes. Le Colombien doit se contenter de la médaille d'argent. Celle de bronze échoit au cou de David Weller qui réalise 1 min 11 s 32. Principal favori, en raison de ses médailles d'argent dans cette spécialité lors des Championnats panaméricains 1974 et 1976, Tormen termine à cinq centièmes du Jamaïcain et de la médaille. Madera, le vainqueur, appartient à la nouvelle génération des "pistards" cubains et sa victoire a surpris les observateurs. Même si son "chrono" reste bien en-deçà des performances d'Octavio Dazzan (1 min 8 s 10) en 1974 et de Miguel Margalef (de) (1 min 9 s 20) en 1976. La part la plus importante du retard pris lors de cette journée inaugurale a été le fruit de la décision des organisateurs d'autoriser les deux sportifs guyanais, Errol McLean (de) et Vipert Joseph, de participer à la compétition du kilomètre à leur sortie d'avion.
Classement du kilomètre départ arrêté contre-la-montre
| Pos                          | Nom                 | Pays     | Temps         |
| ---------------------------- | ------------------- | -------- | ------------- |
| Médaille d'or, Amérique      | Antonio Madera      | Cuba     | 1 min 10 s 33 |
| Médaille d'argent, Amérique  | Jairo Meneses       | Colombie | 1 min 10 s 91 |
| Médaille de bronze, Amérique | David Weller        | Jamaïque | 1 min 11 s 32 |
| 4                            | Richard Tormen (en) | Chili    | 1 min 11 s 37 |
| ...10                        | Mauricio Mosquera   | Colombie | 1 min 12 s 66 |

Selon la presse colombienne, l'épreuve qui retient toute l'attention des 2 500 spectateurs massés dans les gradins du vélodrome est les séries éliminatoires de la poursuite individuelle. Les Colombiens Balbino Jaramillo (es) et Óscar Gálvez, les Chiliens Fernando Vera (es) et Sergio Aliste (de), les Cubains Juan Rivera et Reynaldo Cabrera, l'Uruguayen Víctor Hugo González (de) et le Mexicain Ernesto Hernández se qualifient pour les quarts de finale. Après un voyage de près de douze heures, l'Argentin Pedro Caíno (es) est arrivé après la fin des séries et a exigé de pouvoir participer, assurant que son retard était dû à une avarie sur l'avion l'amenant de Buenos Aires. Les résultats des séries placent Jaramillo et Vera comme favoris, sachant qu'ils se sont imposés lors des deux premiers championnats. Il ne faut pas écarter toutefois le Cubain Juan Rivera, qui réalise le deuxième temps avec 5 min 2 s 60. C'est, par exemple, quatre-vingt centièmes de mieux que le Colombien Gálvez. Plus rapide aussi que Francisco Vera qui a réalisé 5 min 4 s 23. Quant à Jaramillo, il réalise 4 min 58 s 98. Les quarts de finale, les demis et les finales se déroulent le lundi suivant. Balbino Jaramillo déclare, après la phase qualificative, qu'il a pour objectif de remporter quatre ors au niveau continental. Les médailles des Jeux panaméricains de Mexico et des championnats panaméricains de San Cristóbal sont déjà dans son escarcelle. Il compte sur le titre décerné lors de ces championnats et conquérir la quatrième lors des Jeux panaméricains de San Juan, l'année suivante. Pour lui, son principal adversaire est Fernando Vera, quatrième temps des séries. Jaramillo est le seul à descendre sous les cinq minutes lors de cette première phase. Il indique avoir gardé un rythme soutenu durant les deux premiers milles mètres, avant d'accélérer l'allure en seconde partie.
| Pos | Nom                       | Pays     | Temps         |
| --- | ------------------------- | -------- | ------------- |
| 1   | Balbino Jaramillo (es)    | Colombie | 4 min 58 s 98 |
| 2   | Juan Rivera               | Cuba     | 5 min 2 s 60  |
| 3   | Óscar Gálvez              | Colombie | 5 min 3 s 40  |
| 4   | Fernando Vera (es)        | Chili    | 5 min 4 s 23  |
| 5   | Sergio Aliste (de)        | Chili    | 5 min 5 s 30  |
| 6   | Víctor Hugo González (de) | Uruguay  | 5 min 5 s 41  |
| 7   | Reynaldo Cabrera          | Cuba     | 5 min 8 s 17  |
| 8   | Ernesto Hernández         | Mexique  | 5 min 9 s 10  |

|   | Noms                 | Pays     |
| - | -------------------- | -------- |
| 1 | Balbino Jaramillo    | Colombie |
| 2 | Reynaldo Cabrera     | Cuba     |
| 1 | Juan Rivera          | Cuba     |
| 2 | Ernesto Hernández    | Mexique  |
| 1 | Óscar Gálvez         | Colombie |
| 2 | Fernando Vera        | Chili    |
| 1 | Sergio Aliste        | Chili    |
| 2 | Víctor Hugo González | Uruguay  |

Les quartettes colombien et cubain sont désignés comme favoris de l'épreuve du 100 km contre-la-montre par équipes. Lors de la précédente édition à San Cristóbal, les Cubains s'étaient imposés devant le pays hôte, le Venezuela alors que les Colombiens décevaient en terminant troisièmes. Ces derniers se présentent à l'épreuve avec une équipe composée de coureurs expérimentés associés à des hommes de la nouvelle génération. Les cinq sélectionnés sont Antonio Londoño, Hernán Donneys, José Dario Hernández, Juan Pachón et le véloce Jaime Galeano (es). Ils sont dirigés par Ernesto Bermúdez.
Mais ce sont les Mexicains qui obtiennent leur première médaille d'or des championnats en s'imposant sur l'avenue George Washington de Saint-Domingue, sous un soleil écrasant. Le quatuor Rosendo Ramos, José Lara, Bernardo Colex (de) et José Luis Castañeda (en) effectuent le parcours en 2 h 19 min 55 s 18. Les Colombiens Londoño, José D. Hernández, Donneys et J. Pachón mettent trente-sept secondes de plus et s'octroient la médaille d'argent. Terminant à près de quatre minutes, la médaille de bronze revient à la sélection cubaine composée d'Eugenio Ferrer, Miguel Pino, Jorge León et Aníbal Torres. Les Brésiliens se sont retirés de la compétition, au cinquante et unième kilomètre, complètement épuisés. Les Uruguayens Saúl Alcántara, Carlos Alcántara, Juan Da Silva et Juan Carlos Seijo échouent à plus de sept minutes et doivent se contenter de la quatrième place. Puis suivent les quartettes de République dominicaine, de Porto Rico et de Jamaïque. Les Cubains font la course en tête lors des vingt-cinq premiers kilomètres, devançant Mexicains et Colombiens. Mais du cinquantième kilomètre à l'arrivée, les commandes passent dans les mains des Mexicains. 
Classement du 100 km contre-la-montre par équipes
À l'issue de cette première journée, Cuba domine le classement (par points) des championnats, à égalité avec la Colombie.

### 17 avril: deuxième journée de compétition
Après le jour de repos imposé par les organisateurs, les éliminatoires de la vitesse sont la principale attraction de la troisième journée des championnats. La presse colombienne attend de Balbino Jaramillo (es) la première médaille d'or pour sa délégation avec la finale de la poursuite individuelle programmée dans la journée. Les observateurs spéculent que la majorité des vingt et une médailles en jeu lors des championnats vont revenir à la double tenante du titre, la sélection de Colombie et aux délégations cubaine et mexicaine, jouant en avant-première les compétitions cycliste des XIIIe Jeux d'Amérique centrale et des Caraïbes (es), se déroulant au mois de juillet suivant à Medellín.

## Classement final
Le classement des nations s'établit à l'addition de points. Une médaille d'or vaut cinq points, une en argent, quatre et celle de bronze, trois.
| Rang | Nation            | Points | Or | Argent | Bronze | Total |
| ---- | ----------------- | ------ | -- | ------ | ------ | ----- |
| 1.   | Colombie          | 31     | 3  | 4      | 0      | 7     |
| 2.   | Cuba              | 16     | 2  | 0      | 2      | 4     |
| -    | Mexique           | 16     | 2  | 0      | 2      | 4     |
| 4.   | Chili             | 7      | 0  | 1      | 1      | 2     |
| -    | Jamaïque          | 7      | 0  | 1      | 1      | 2     |
| 6.   | Uruguay           | 4      | 0  | 1      | 0      | 1     |
| 7.   | Trinité-et-Tobago | 3      | 0  | 0      | 1      | 1     |

Les sélections d'Argentine, du Brésil, de Guyana, de Porto Rico, de République dominicaine et du Venezuela bien que présents, montent sur aucun podium lors de ces championnats.